# UTC−4:30
UTC - 4:30 ou Horário de Caracas foram os nomes oficiais do fuso horário adotado pela Venezuela, onde o horário local era contado a partir de menos quatro horas e trinta minutos do horário do Meridiano de Greenwich. Este fuso horário foi utilizado somente pelo país, mas em 1º de maio de 2016 adotou novamente o fuso horário anterior de UTC-4.
Longitude ao meio: 67º 30' 00" O
- Venezuela.